# Pyrestes virgatus
Pyrestes virgatus är en skalbaggsart som beskrevs av Francis Polkinghorne Pascoe 1866. Pyrestes virgatus ingår i släktet Pyrestes och familjen långhorningar. Inga underarter finns listade i Catalogue of Life.